# Gabriel Delattre
Pour les articles homonymes, voir Delattre.
Gabriel Delattre, né le 23 février 1891 à Dom-le-Mesnil (Ardennes) et mort le 22 mai 1984 dans le 7e arrondissement de Paris, est un avocat et homme politique français.
Il a été député des Ardennes au cours de la dernière législature de la Troisième République et appartenait au Parti radical-socialiste.

## Biographie

### Formation et débuts
Émile Gabriel Delattre est le fils de Léonie Marie Pillière et d'Edmond Auguste Delattre, notaire à Dom-le-Mesnil. Ses parents sont tous deux issus de familles de cultivateurs ardennais, lui de Saint-Menges, elle de Poix-Terron. La famille s'installe dans cette dernière localité. Le père de Gabriel y meurt en 1896.
Devenue veuve, Léonie Marie Pillière déménage avec ses fils à Reims. En 1903, elle y épouse en secondes noces le docteur Jacquin. Radical, disciple de Charles Arnould, l'homme s'implique en politique. En 1904, il est conseiller municipal puis en 1912 adjoint au maire de Reims.
Après ses études secondaires, Gabriel Delattre étudie le droit. Alors qu'il allait prêter serment au barreau de Paris, il est mobilisé avec le déclenchement de la Première Guerre mondiale. Il termine le conflit cité et décoré (Croix de guerre).
Après 1919, il mène une brillante carrière avocat d'assises. A la même époque, il se lie d'amitié avec l'homme politique Pierre Cot, militant à l'aile gauche du Parti radical-socialiste comme lui, ou le journaliste Jean Galtier-Boissière qu'il a eu à défendre lors des nombreux procès du Crapouillot.

### Carrière politique avant 1940
Delattre se lance en politique en 1934. 
Cette année-là, le 31 juillet meurt Étienne Riché, député de l'arrondissement de Sedan, d'où provient la famille paternelle de Gabriel Delattre. Une élection partielle doit donc se tenir afin de pourvoir à ce siège laissé vacant. Il est désigné candidat par la fédération radicale-socialiste. Le premier tour a lieu le dimanche 28 octobre. Delattre finit avant-dernier et se retire au profit de l'avocat socialiste Marceau Vignon. Le 4 novembre, c'est finalement le dauphin du défunt député, le radical indépendant Edmond Barrachin qui l'emporte.
Avec les élections de 1936, Delattre a l'occasion de prendre sa revanche sur ce dernier. Distancé au premier tour par le sortant, il se maintient au second. Il bénéficie du report des voix de la gauche (socialistes et communistes) grâce à la formule de Front populaire et est élu. Sa victoire enlève le dernier  siège de député détenu par la droite dans le département. Ce succès consacre la victoire locale du Front populaire.
À la Chambre, Delattre s'inscrit au groupe républicain-radical et radical-socialiste. Très actif, il siège dans plusieurs commissions parlementaires. 
Souhaitant renforcer son ancrage local, Gabriel Delattre se présente aux élections cantonales d'octobre 1937 dans le canton de Raucourt. Il est cependant battu dès le premier tour par l'industriel Henri Turquais, conseiller général radical indépendant, sortant.
En juin 1940, avec d'autres parlementaires et des membres du gouvernement, il s'embarque sur le paquebot Massilia qui devait quitter Bordeaux pour l'Afrique du Nord afin d'y continuer la guerre.

### Après-guerre: le procès Pétain et le retour à la vie politique
En 1945, tiré au sort avec douze autres parlementaires, il est premier juré au procès Pétain. Vingt ans après, ses souvenirs sur cette époque ont été recueillis et publiés par Alain Decaux dans la revue Histoire pour tous. Ce qui vaut d'être inculpé en 1965 et d'être jugé en correctionnelle l'année suivante, en compagnie d'un autre ancien juré (Pétrus Faure). Relaxés en première instance, ils sont condamnés en appel.
Delattre reprend la politique après-guerre. En 1958, il est suppléant du  socialiste indépendant Guy Desson, député sortant de la 3e circonscription des Ardennes (qui inclut celle où Delattre s'est fait élire en 1936). Qualifiés au second tour, ils sont battus par le gaulliste Noiret.

## Écrits
- Gabriel Delattre, « Journal de bord du Massilia », dans L'Aurore, 4 octobre 1944.
- Ibidem, « J'étais premier juré au procès Pétain », dans Histoire pour tous, n° 48, avril 1964, pp. 429-499.

## Sources
- « Gabriel Delattre », dans le Dictionnaire des parlementaires français (1889-1940), sous la direction de Jean Jolly, PUF, 1960 [détail de l’édition]
- Raymond Stévenin, « Les élections de 1936 dans les Ardennes », dans  Revue historique ardennaise, XXI, 1986, pp. 85-118.